# Sextilliard
Un sextilliard est l'entier naturel qui vaut 1039 (1 000 000 000 000 000 000 000 000 000 000 000 000 000) ou 1 000 0006,5, soit mille sextillions.
Mille sextilliards est égal à un septillion (1042).